# 4세대 원자로
4세대 원자로(Generation-IV Reactor, Gen-IV)는 미국 에너지성이 2030년을 실용화 목표로 제시한 차세대 원자로이다. 제1세대인 초기의 원자로(마그녹스 등), 제2세대인 상용로(CANDU, RBMK, PWR 등), 제3세대 개량형 경수로(유럽형 가압경수로, 개량형 비등수형 경수로) 다음의 원자로로 높은 경제성, 안전성, 적은 방사성 폐기물, 핵 확산 저항성 등을 지닌 신개념 원자로이다.
제3세대(Gen III) 및 제3+세대(Gen III+) 원자로보다 한 차원 높은 안전성과 경제성이 요구되는 제4세대 원자로(Gen IV)가 세계적 협력 아래 개발되고 있다. 대한민국을 포함하여, 미국, 프랑스, 일본 등 원자력 선진국들이 모여, 2001년부터 ‘제4세대 원자력시스템 국제포럼(GIF, generation IV international forum)’ 정책 그룹회의를 운영하고 있다. 제4세대 원자로는 지속성, 안전성과 신뢰성, 경제성, 핵확산저항성과 물리적 방호개념을 추구한다. 이러한 목표들을 달성한다면 현재의 원자력발전소가 갖고 있는 여러 문제점을 완화시키거나 해결할 수 있으리라 예상하고 있다.
2001년 미국을 중심으로 주요 9개국이 결성한 GIF는 이후 스위스, EU, 중국, 러시아가 차례로 가입해 현재 13개국으로 운영되고 있다. GIF는 2002년 전문가의 검토를 거쳐 6개 원자로형의 제4세대 방식을 선정하고, 2020~2030년경 상용화를 목표로 기술로드맵을 작성하여 공동연구를 추진하고 있다. 6개의 신개념 원자로는 가스냉각고속로(GFR), 납냉각고속로(LFR), 소듐냉각고속로(SFR), 용융염로(MSR), 초고온가스로(VHTR), 초임계수냉각로(SCWR)이다.
대한민국은 이미 국제적으로 안정성과 경제성을 인정 받은 바 있는 SFR과 VHTR을 한국원자력연구원에서 연구하고 있다. SFR은 핵연료를 재활용해 에너지효율을 높이는 원자로로, 기존의 원자로와 달리 사용한 핵연료를 재활용해 우라늄 이용률을 100배 이상 높일 수 있고, 고준위방사성폐기물의 양도 100분의 1로 줄일 수 있다. VHTR는 원자로의 열전도와 복사냉각 같은 자연적 현상만으로 원자로를 냉각시킬 수 있는 차세대 원자로로, 기존의 원자로들에서 사용해오던 별도의 냉각 장치와 이를 운영하기 위한 발전장치 등이 필요가 없다는 장점이 있다.
미국은 GNP(next generation nuclear plant) 사업을 통해 이미 전력생산, 산업체 열공급, 수소생산을 위한 VHTR 실증로 건설사업을 진행하고 있다. 또한 일본은 1998년부터 30MWt 열출력을 가지고 있는 실험로를 운전 중이며, 중국은 산둥반도 지역에 VHTR을 건설하고 있다.
국제원자력기구(IAEA)는 2030년경까지는 지금의 제3세대와 제3+세대 원자로가 주로 운영되고, 이후 제4세대 원자로가 건설될 것으로 전망하고 있다.

## 고속증식로

### 1977년의 카터쇼크
1977년 카터쇼크가 있었다. 이는 카터 대통령이 고속증식원자로(FBR)의 개발을 모두 멈추고 우라늄 농축 및 재처리 기술의 수출도 전면 금지할 것을 제안한 것이다. 이에 대해 유럽 경쟁국들은 핵확산방지라는 미명아래 원자력 시장의 독점을 되찾기 위한 음모라면서 발끈했다. 유럽 국가들은 원자로, 우라늄농축, 플루토늄재처리에서 미국의 독점이 무너지고, 고속증식로 개발에서도 유럽에 뒤지자 모두의 발목을 잡으려는 것이라고 보았다.
1977년 워싱턴에서 40개국의 참가 속에 INFCE가 결성되고 미국은 고속증식로 개발을 중지했다. 그러나 유럽은 개발을 계속했다.
경수로는 천연 우라늄의 0.7%도 안 되는 우라늄 235를 연료로 사용한다. 그러나 고속증식로는 천연 우라늄의 99.7%를 차지하는 우라늄 238을 연료로 사용한다. 우라늄 238에 고속중성자를 쏘여 플루토늄 239로 만들고 다시 이것이 핵분열을 해서 발전하는 원리이다. 0.7대 99.7이므로 우라늄의 이용율이 100배로 높아진다.
그러나, 카터는 엄청난 플루토늄이 생산된다며 반대했다. 플루토늄은 매우 유독성이 강할 뿐만 아니라, 백만킬로와트급 원전을 1년 운영하면 300kg의 플루토늄이 양산되는데, 테러분자가 4kg만 입수해도 핵폭탄 하나를 만들 수 있다는 것이다.
그러나 전문가들은 실보다는 득이 많다고 고속증식로를 개발해야 한다고 주장하고 있다.

### 소듐 냉각 고속로(SFR)
소듐 냉각 고속로(SFR, Sodium-cooled Fast Reactor)은 제4세대 원자력 시스템 중에서 가장 각광을 받고 있는 원자로로 경수로에서 사용한 뒤 나오는 사용후핵연료를 연료로 재활용함으로써 우라늄 활용도를 100배 이상 높이고 고준위폐기물처분장 크기를 100분 1로 대폭 줄일 수 있다.
한국의 SFR인 칼리머-600은 미국의 SMFR, JSFR와 함께 2002년 4세대 SFR 참조 노형으로 선정됐다. 이명박 정부의 녹색 성장 비전의 하나로 제시되고 있다.

## 초고온가스로(VHTR, Very High Temperature Reactor)
차세대 수소생산 원자로인 초고온가스로(VHTR, very high temperature reactor)는 헬륨을 냉각재로, 흑연을 감속재로 사용한다. 원자로 출구 온도가 950°C일 정도로, 높은 열에너지를 이용해 이산화탄소의 배출 없이 다량의 수소와 고효율의 전기를 생산할 수 있는 제4세대 원자로이다.
VHTR은 방사성물질 누출 가능성이 낮고 공기로 자연스럽게 냉각되며 원천적으로 폭발이 일어나지 않는다. 또 발전소를 작게 만들 수 있어 해안가에 대규모로 건설하지 않아도 되므로 쓰나미 등 자연재해로부터 안전하다.
가장 큰 특징은 세라믹으로 둘러싸인 우라늄입자를 원료로 사용한다는 점이다. 지름이 0.5mm인 우라늄을 세라믹으로 3중 코팅해 직경 0.9mm의 '피복입자'를 만든다. 크기가 작을 뿐만 아니라 특수코팅 처리가 돼 있어 우라늄이 직접 공기 중에 노출될 일이 없다.

VHTR은 피동안전개념을 채택하고 있다. VHTR은 사고가 발생할 경우, 우선 핵연료에서 발생하는 잔열이 원자로용기(reactor vessel)로 전달되고, 다시 피동안전장치인 원자로공동냉각장치(RCCS)로 전달된다. 그런 다음, 장치 내부에서 가열되어 가벼워진 공기가 상부의 '자연순환 상승관', 즉 굴뚝(chimney)을 통해 외부로 배출된다. 가열된 공기가 빠져나간 공간에 외부의 찬 공기가 흡입되고, 다시 가열되어 배출되는 자연순환 과정이 반복되는 것이다. 격납용기 내부를 공기로 식히기 때문에, 설령 용기가 파손된다 해도 공기가 원자로를 더 잘 식혀줄 수 있다.
감속재로 사용되는 흑연이 열전도성이 우수하기 때문에, 원자로에 문제가 생겨 연쇄반응이 멈추면, 남아 있는 열이 원자로 바깥으로 쉽게 전도된다. 외부 전원이나 운전원의 인위적 조작 없이 자동으로 원자로 용기가 냉각되어 방사성물질의 누출을 방지하도록 설계한 것이다.
VHTR은 고온의 열에너지에 촉매를 더해 물(H2O)을 수소(H2)와 산소(O2)로 분리함으로써, 수소의 대량 생산이 가능하다. VHTR은 950°C 이상의 고온의 열을 바로 전기에너지로 바꾸지 않고 물을 분해하는 데 사용하여 다량의 수소를 경제적으로 생산할 수 있는데, 이 과정에서 기존의 전기분해 방식과 달리 이산화탄소를 배출하지 않고도 생산단가를 크게 낮추게 되는 장점을 가지고 있다.

## 참여국가
- 미국
- 영국
- 스위스  보관됨 2009-04-22 - 웨이백 머신
- 대한민국  (Korean-only Web site)
- 남아프리카 공화국
- 일본
- 프랑스  (French-only Web site)
- 캐나다
- 브라질  (Portuguese-only Web site)
- 아르헨티나  보관됨 2017-09-10 - 웨이백 머신 (Spanish-only Web site)
- 유럽 연합
- 중국
- 러시아

4세대 원자로 국제포럼(GIF)의 설립 회원국은 9개국이며, 2002년 스위스, 2003년 유럽연합, 2006년 중국 러시아가 추가로 참여하여 12개국, 유럽연합이 참여하고 있다(2015년)
. GIF

## 같이 보기
- 진행파 원자로(TWR, en:Traveling wave reactor)
  - 테라파워
  - 빌 게이츠
- 칼리머-600
- 몬주
- 폐로(영어판)